# Вестмінстерська фундація за демократію
Вестмі́нстерська фунда́ція за демокра́тію (англ. Westminster Foundation for Democracy) — великобританська позавідомча публічна організація, створена для сприяння демократичним інститутам за кордоном. Заснована в березні 1992 року і зареєстрована як компанія з обмеженими гарантіями. Фонд отримує фінансування від Міністерства закордонних справ та у справах Співдружності та Міністерства міжнародного розвитку Великої Британії. Нинішній голова організації — Ґарі Стрітер, поточний виконавчий директор — Лінда Даффілд.
Вестмінстерська фундація за демократію працює для досягнення сталих політичних змін у країнах з демократією, що розвивається. Організація працює з і через партнерські організації, фонд прагне зміцнити демократичні інститути, в основному політичних партій (в рамках роботи з політичними партіями Великої Британії), парламентів і ряду установ, які складають громадянське суспільство — неурядові організації, профспілки та вільні засоби масової інформації з-поміж інших.
Заявлена мета фундації: забезпечити гнучку допомогу країнам в управлінні під час важкого переходу до демократії в Центральній і Східній Європі та країнах Африки на південь від Сахари.

#### Діяльність в Україні
В Україні організація почала працювати з 1992 р. У Києві розташовується її представництво. Проєкти фундації, зокрема, стосувалися зміцнення підготовки кадрів апарату Верховної Ради України (2008–2013 рр.), створення в українському парламенті Офісу фінансово-економічного аналізу (2015–2019 рр.), забезпечення ефективного законодавства щодо COVID-19 (2020–2021 рр.), підтримки інклюзивної та підзвітної політики в Україні (2018–2022 рр.). Із 2022 р. фонд реалізує програму «Рада нового покоління», що зосереджена на інституційній спроможності ВРУ, її підзвітності та процедурах нагляду, зокрема із залученням громадянського суспільства.